# Liszkowo, Hạt Szczecinek
Liszkowo [liʂˈkɔvɔ] (trước đây là Altenwalde của Đức) là một ngôi làng thuộc khu hành chính của Gmina Borne Sulinowo, thuộc hạt Szczecinek, West Pomeranian Voivodeship, ở phía tây bắc Ba Lan. Nó nằm khoảng 6 kilômét (4 mi) phía tây Borne Sulinowo, 22 km (14 mi) về phía tây nam của Szczecinek và 125 km (78 mi) về phía đông của thủ đô khu vực Szczecin.
Trước năm 1648, khu vực này là một phần của Duchy of Pomerania, 1648-1945 Phổ và Đức. Đối với lịch sử của khu vực, xem Lịch sử của Pomerania.